# Rob Gronkowski
Robert James Gronkowski (født 9. maj 1989 i Amherst, New York), kaldes Gronk, er tight end, for det amerikanske NFL-hold Tampa Bay Bucaneers. Han spillede college football hos Arizona, og blev drafted at Patriots, med det 42. pick, i den anden runde af 2010 NFL Draften.
I 2011, i sin anden NFL sæson, satte Gronkowski rekorden for flest grebene touchdowns af en tight end i en sæson, med 17, samt fleste receiving yards af en tight end i en sæson med 1327. Den sæson blev han den første tight end i NFLs historie til at føre ligaen i receiving touchdowns. I hans 3 første sæsoner greb Gronkowski 38 receiving touchdowns, i 43 kampe; ingen anden tight end har nogensinde haft mere end 25 i deres 3 første sæsoner.

## Tidlige år
Gronkowski er opvokset i Williamsville, New York og gik på Williamsville North High School i 3 år. Han spillede amerikanske fodbold, som tight end, og basketball, som center. Som junior på sit high school football-hold, greb han 36 bolde for 648 yards og 7 touchdowns på angreb, samt 73 tacklinger og 6 sacks på forsvar. Han blev udnævnt som All-Western New York førsteholdsspiller samt All-State andenholdsspiller.
I 2006 flyttede Rob til Pittsburgh, hvor han gik på Woodland Hills High School, i [Churchill, Pennsylvania, som senior, Gronkowskis sidste år i high school. Her greb han 8 bolde for 152 yards og 4 touchdowns. Gronkowski blev rekrutteret til adskillige colleges, heriblandt Kentucky, Arizona, Clemson, Louisville, Maryland, Ohio State og Syracuse.